# Афанасије Стојановић
Афанасије Стојановић (Ваљево, 1850 — Совјетски Савез, 1923) је био српски револуционар, једини познати учесник Париске комуне међу Јужним Словенима, који је 1871. рањен на барикадама. После пропасти Комуне, вратио се у Србију, где је двапут затваран, потом се склонио у Аустрију, а затим емигрирао у Русију, где је умро.

## Биографија
Рођен је 1850. године у Ваљеву. Након завршене гимназије у Београду одлази на студије у Швајцарску. У Цириху студира на економском факултету. Ту се упознаје с групом српских студената који су усвојили социјалистичке и анархистичке идеје. Стојановић је био присталица идеја руског анархисте Михаила Бакуњина.  Из Цириха где је студирао од 3. марта 1868. до 5. маја 1872, одлази с групом студената у Париз да се боре за Комуну. За време Паришке комуне 1871. године учествовао је у борбама на барикадама на страни комунара. Током борби је био рањен, па се враћа у Цирих.
Из Цириха се вратио у Крагујевац. Ту је као присташа социјалистичких идеја Светозара Марковића сарађивао у његовом листу »Јавност«. 1889. године је осуђен у Ваљеву као уредник листа »Ваљевски глас« и као »уредник под суд стављен што није пријавио полицији излазак листа« . А још раније био је прогањан због објављивања брошуре под називом: »Наш економски положај«. Осуђен је због револуционарних идеја најпре на годину затвора а нешто касније на 5 година у београдској калемегданској тврђави. Каже да је по савету ондашњег министра двора Јована Ристића »који и сам био противник режима Милана Обреновића« 1896. године напустио Србију, те са женом отишао у Црну Гору, одатле у Аустрију и Француску да би се на крају од 1903. године трајно настанио у Русији у Петрограду. У Петрограду је био запослен у Државној контроли "и под царством и под Совјетском Републиком" до августа 1920, када се разболео.

## Писмо Лењину
Болестан, Стојановић је послао писму Лењину, у којем говори о свом револуционарном раду и моли га за бесплатну карту за Србију:
Када је пред пролетерску револуцију српски посланик позвао нас Србе да идемо у Србију, тада сам ја, имајући у виду да ће у Русији бити проглашена комуна, и као стари паришки комунар који је учествовао у борби за Комуну 1871. када сам био рањен — желео да видим у стварности, на какав ће се начин и у каквом виду остварити интер(национална) Комуна коју ви проповедате. Идеју о њој прихватио сам још 1870. од Михајла Бакуњина који је у то време живео у Цириху, где сам ја студирао. То ме је убедело да идем у Париз и да се борим за Комуну. Сада имам 70 а моја жена 64 године и обоје смо тако слаби да се једва држимо на ногама, а немамо више ни средстава за живот. Зато смо решили да идемо у Србију.
Поштујући Вас и због Ваше енергије и чудећи се одакле Вам тако велика снага у толико тешким и скоро несавладљивим приликама, одлучио сам да Вас замолим да ми дозволите да се са женом вратим у Србију преко Одесе или Кијева и по могућности да добијем бесплатну возну карту бар трећег — ако не могу да добијем карту другог разреда. [...]

Мој поздрав и поштовање другу Троцком.
Из докумената се види да је писмо прослеђено у Народни комесаријат иностраних послова који је 24. септембра 1920. обавестио Центар за евакуацију страних држављана да »са његове стране не постоји сметња за повратак српског грађанина Стојановића у његову земљу с једним од транспорта који буду полазили«.

## Смрт
Болестан, Афанасије Стојановић није стигао да се врати у Србију. Умро је 1923. у Совјетском Савезу. Према казивању његовог сина Драгомира, сахрањен је у јануару 1923. године у Сарапуљу уз војне и друге почасти које су тада указиване само револуционарима, а ковчег је био прекривен совјетском заставом.
Син Драгомир вратио се у домовину с породицом тек 1924. године.